# Bogachiel River (Quillayute River)
Der Bogachiel River ist ein Fluss auf der Olympic-Halbinsel im US-Bundesstaat Washington.
Der 75 km lange Fluss entspringt an den südwestlichen Hängen des 1668 m hohen Bogachiel Peak im Olympic-Nationalpark und fließt westwärts durch den Nationalpark. Im Hoh-Regenwald fließt von Norden der North Fork Bogachiel River und von Süden der Tumwata Creek zu. Nachdem der Fluss den Nationalpark verlassenen hat, fließt er nordwestlich, der U.S. Highway 101 folgt hier dem Verlauf des Flusses. Etwa elf Kilometer nach dem am Nordufer liegenden kleinen Bogachiel State Park fließt von Norden der Calawah River zu, nach weiteren zwölf Kilometern fließt er mit dem Sol Duc River zusammen und bildet so den Quillayute River, der nach wenigen Kilometern bei La Push im Pazifik mündet. 
Der Fluss fließt in weiten Teilen durch Urwald oder bewaldete Gebiete. Er ist bei Anglern wegen seiner Regenbogenforellen beliebt. Der Bogachiel River Trail, ein Wildnispfad, verläuft am Nordufer des Flusses durch den Olympic-Nationalpark.